# Challenger de Praga II 2022
El torneo IBG Prague Open 2022 fue un torneo profesional de tenis. Perteneció al ATP Challenger Tour 2022 en la categoría Challenger 50. Se disputó en su 3.ª edición sobre superficie tierra batida, en Praga, República Checa, entre el 22 y el 28 de agosto de 2022.

## Jugadores participantes del cuadro de individuales
| Favorito | País                      | Jugador                   | Rank1 | Posición en el torneo |
| -------- | ------------------------- | ------------------------- | ----- | --------------------- |
| 1        | Bandera de Italia         | Matteo Gigante            | 266   | Cuartos de final      |
| 2        | Bandera de Ucrania        | Oleksii Krutykhd          | 270   | CAMPEÓN               |
| 3        | Bandera de Ucrania        | Vitaliy Sachko            | 271   | Segunda ronda         |
| 4        | Bandera de España         | Oriol Roca Batalla        | 272   | Primera ronda         |
| 5        | Bandera de Alemania       | Henri Squire              | 287   | Segunda ronda         |
| 6        | Bandera de Turquía        | Ergi Kırkın               | 303   | Primera ronda         |
| 7        | Bandera de Turquía        | Cem İlkel                 | 304   | Primera ronda         |
| 8        | Bandera de Estados Unidos | Nicolás Moreno de Alborán | 318   | Cuartos de final      |

- 1 Se ha tomado en cuenta el ranking del 15 de agosto de 2022.

### Otros participantes
Los siguientes jugadores recibieron una invitación (wild card), por lo tanto ingresan directamente al cuadro principal (WC):
- Jakub Menšík
- Petr Nouza
- Matěj Vocel

Los siguientes jugadores ingresan al cuadro principal tras disputar el cuadro clasificatorio (Q):
- Victor Vlad Cornea
- Martín Cuevas
- João Domingues
- Martin Krumich
- Adrián Menéndez Maceiras
- Michael Vrbenský

## Campeones

### Individual Masculino
- Oleksii Krutykh derrotó en la final a  Lucas Gerch, 6–3, 6–7(2), 6–2

### Dobles Masculino
- Victor Vlad Cornea /  Andrew Paulson derrotaron en la final a  Adrian Andreev /  Murkel Dellien, 6–3, 6–1